# Bane (gruppo musicale)
I Bane sono un gruppo hardcore punk di Worcester, in Massachusetts, nato da un progetto di Aaron Dalbec, già nei Converge, e Damon Bellorado. Inizialmente influenzati dal movimento straight edge, si sono in seguito concentrati su altri argomenti, pur mantenendo un'impronta straight edge in alcune canzoni.

## Storia
La band fu formata da Aaron Dalbec assieme a Damon Bellorado nel 1994 con il nome di Gateway, in seguito allo scioglimento temporaneo del suo precedente gruppo, i Converge. Inizialmente lo stile del gruppo si caratterizzava come un hardcore veloce e aggressivo, molto distante dallo stile sperimentale e tecnico dei Converge. Prendendo influenza da Judge e Burn, Dalbec iniziò a scrivere alcune tracce e cercò di formare una formazione con componenti della scena locale, ma senza riuscire a trovare un cantante. L'opportunità si presentò nell'estate 1995, quando i Backbone si riunirono per un solo concerto, causando grande fermento nella scena hardcore. In particolare la performance del frontman Aaron Bedard destò grande impressione a causa delle sue grandi qualità. Dalbec decise così di contattare Bedard per proporgli un posto come cantante dei Bane; Bedard accettò e scrisse alcune tracce che andarono a formare il primo demo della band, pubblicato nel dicembre 1995. In breve tempo la formazione si stabilizzò con l'aggiunta di Pete Chilton al basso e Zach Jordan dei Barrit alla seconda chitarra, proposto dallo stesso Chilton. Presto il gruppo riuscì a guadagnare una buona fama nella propria provincia, grazie ad esibizioni energiche e potenti, e autoprodusse i suoi due primi EP Bane e Free to Think, Free to Be. Queste due pubblicazioni, ristampate più volte, attirarono l'attenzione di molte etichette indipendenti nazionali e la popolarità della band cominciò ad espandersi in tutti gli Stati Uniti.
Tuttavia la band si trovò poco dopo senza batterista in seguito all'abbandono di Bellorado, che voleva concentrarsi unicamente sui Converge; fu sostituito da Ben Chused nella registrazione della raccolta Holding This Moment, ma presto anche questo batterista dovette lasciare la band per occuparsi della sua band principale, i Ten Yard Fight. Per il primo tour da hadliner negli Stati Uniti, nell'estate 1998 con i Saves the Day di supporto, fu scelto il giovane Nick Branigan, che aveva positivamente impressionato Bedard e Dalbec durante un concerto con i suoi Close Calls.
L'anno successivo la band si concentrò sulla scrittura di nuove tracce per il primo album di studio, che fu registrato nel giugno 1999 agli Austin Enterprises di Clinton, che assicurò alla band un lungo tour con i Death by Stereo.
Dopo tour in Europa e negli Stati Uniti, la band ritornò in studio nell'estate 2001 a Beltsville assieme a Brian McTernan: Give Blood fu accolto positivamente dalla critica e portò ad un tour nell'autunno dello stesso anno assieme agli Agnostic Front. Negli anni seguenti la band partecipò ad eventi internazionali e tour assieme a Hatebreed, Shadows Fall, Good Riddance, Dashboard Confessional e Thursday. Nick Brannigan lasciò i Bane nel 2003 e fu sostituito da Bob Mahoney, con cui la band partì per un tour di cinque settimane assieme ai The Promise in Stati Uniti e Giappone nel 2004.
Nella primavera 2005 uscì il terzo album The Note, sempre su Equal Vision, accolto positivamente dalla critica. Dopo quattro anni, la band tornò in studio di registrazione nel giugno 2009 per registrare un nuovo album e registrò sei tracce ai Getaway Studios assieme a Jay Mass. L'EP fu pubblicato con nomi e copertine differenti in vari stati, e un secondo EP intitolato Los Angeles 3:58pm fu pubblicato l'8 dicembre 2009.

## Formazione

### Formazione attuale
- Aaron Bedard - voce
- Aaron Dalbec - chitarra
- Zach Jordan - chitarra
- Pete Chilton - basso
- Bob Mahoney - batteria

### Ex componenti
- Damon Bellorado - batteria
- Ben Chused - batteria
- Nick Brannigan - batteria
- Kurt Ballou - chitarra

## Discografia

### Album in studio
- 1999 - It All Comes Down to This (Equal Vision Records)
- 2001 - Give Blood (Equal Vision Records)
- 2005 - The Note (Equal Vision Records)

### Raccolte
- 1998 - Holding This Moment (Equal Vision Records)
- 2009 - At Both Ends Final Issue 7" Comp

### EP
- 2006 - Ten Years Plus E.P. (Equal Vision Records)
- 2009 - Dublin 11:58pm 7" (Hurry Up! Records)
- 2009 - Los Angeles 3:58pm (Triple-B Records)

### Split
- 2001 - Bane/Adamantium Split 7" (Indecision Records)

### Partecipazioni a compilation
- 2000 - Equal Vision Records Label Sampler
- 2003 - Atticus: ...Dragging the Lake, Vol. 2
- 2007 - Our Impact Will Be Felt